# Glorious (Kate Hudson)
| Recensione    | Giudizio |
| ------------- | -------- |
| AllMusic      |          |
| The AU Review |          |

Glorious è l'album di debutto in studio dell'attrice e cantante
statunitense Kate Hudson, pubblicato il 17 maggio 2024 da HK Music e Virgin Music Group.

## Descrizione

### Promozione
Il primo singolo dell'album,  Talk About Love, è stato pubblicato il 30 gennaio 2024. Ha scritto la canzone insieme al suo fidanzato Danny Fujikawa e Linda Perry . Il video musicale ufficiale, diretto da Kimberly Stuckwisch, è stato pubblicato il 4 marzo 2024.
Live Forever è stato pubblicato come secondo singolo dell'album il 28 marzo 2024. La canzone è stata salutata da Rolling Stone come "una lettera d'amore ai genitori". Un video musicale è stato pubblicato lo stesso giorno.
Il terzo singolo, Gonna Find Out, è stato pubblicato il 17 aprile 2024.
Il 14 febbraio 2025 esce la versione Deluxe del disco accompagnato dal singolo Right On Time.

## Tracce
1. Gonna Find Out – 3:30
2. Fire – 3:09
3. The Nineties – 4:01
4. Live Forever – 3:13
5. Talk About Love – 3:48
6. Love Ain't Easy – 4:15
7. Romeo – 2:56
8. Never Made a Moment – 3:41
9. Lying to Myself – 3:41
10. Not Easy to Know – 3:31
11. Glorious – 3:52
12. Touch the Light – 3:43

Tracce della Deluxe
1. Right On Time – 3:44
2. Desert Warrior – 3:26

## Classifiche
| Classifica (2024) | Posizione massima |
| ----------------- | ----------------- |
| Stati Uniti       | 3                 |